# Christoph Gross
Christoph Gross (1º giugno 1988) è un ex giocatore di football americano austriaco, che ha giocato come quarterback per i Vienna Vikings.
Con la squadra viennese ha vinto 3 titoli nazionali e uno europeo. È stato inserito nella Hall of Fame del football americano austriaco nel 2021.